# José Inácio de Bettencourt
José Inácio de Bettencourt (Toledo (Velas), Santo Amaro (Velas), ilha de São Jorge, Açores, 10 de Janeiro de 1868 – Estados Unidos) foi militar do exército português na especialidade de infantaria e produtor Agrícola em terras próprias.

## Biografia
Prestou serviço no exército português, Regimento de Guarnição nº 1, aquartelado na Fortaleza de São João Baptista, no Monte Brasil, junto à cidade de Angra do Heroísmo, ilha Terceira. 
Foi um médio proprietário de terras no Norte da ilha de São Jorge, designadamente na localidade do Toledo (Velas) onde produzia vários géneros de cereais, desde o trigo ao milho.
Tinha grandes áreas de fajã na costa Norte da ilha de São Jorge, nomeadamente na Fajã Rasa, Fajã da Ponta Furada e fajã de Vasco Martins, onde produzia vinho de várias castas, particularmente da casta conhecida regionalmente, como “Vinho de cheiro”, que era vendido predominantemente na vila das Velas. 
Nessas fajãs, em locais específicos do ponto de vista de adaptação Ambiental, autênticos biótopos específicos das fajãs,  e que eram chamados “fontes de inhames” produzia inhames de grande qualidade que eram vendidos em diferentes locais da ilha com predominância para a vila das Velas.
O inhame ao longo dos séculos sempre foi tido como uma planta de grande valor económico, e embora estando dedicada principalmente à alimentação popular chegou a estar ligado ao acontecimento que ficou conhecido como Revolta dos inhames.

## Relações Familiares
Foi filho de Manuel de Ávila e Bettencourt (24 de Dezembro de 1827 – 28 de Julho de 1908) e de D. Maria Josefa de Bettencourt (3 de Novembro de 1828 – 24 de Fevereiro de 1871).
Casou em 18 de Novembro de 1886 com D. Maria dos Anjos de Bettencourt (18 de Novembro de 1886 - ?), de quem teve cinco filhos:
1. João Inácio Bettencourt da Silveira, (30 de Abril de 1889 - 18 de Fevereiro de 1970) casou com D. Isabel Joséfa do Coração de Jesus a (Toledo (Velas), Santo Amaro (Velas), ilha de São Jorge, Açores, 26 de Julho de 1920 - Villa Maria, Angra do Heroísmo, ilha Terceira, Açores, 9 de Março de 1982.
2. José, (24 de Setembro de 1893 - ?).
3. José, (17 de Agosto de 1896 - ?).
4. Manuel Inácio de Bettencourt, (23 de Fevereiro de 1888 - ?) casou com D. Maria da Silveira Bettencourt.
5. D. Maria Inácia.

Viajou para os Estados Unidos, onde viveu muitos anos, e onde faleceu por atropelamento em data incerta, deixando três filhos, de quem se desconhece o nome, tanto dos filhos como da mãe dos mesmos.